# Elecciones en Yemen
Las elecciones en Yemen se llevan a cabo en el marco de un sistema presidencial, con el presidente y la Asamblea de Representantes elegidos por la ciudadanía. Debido a la inestabilidad política, no se han celebrado regularmente elecciones desde principios de la década de 2000.

## Historia

### Yemen del Norte
Después de la Guerra Civil de Yemen del Norte y el establecimiento de la República Árabe de Yemen (nombre oficial de Yemen del Norte), una nueva Constitución entró en vigor en 1970 y las primeras elecciones parlamentarias se celebraron en 1971. Sin embargo, como los partidos políticos fueron prohibidos, todos los candidatos se presentaron como independientes. La inestabilidad política significó que las siguientes elecciones no tuvieron lugar hasta 1988. Estas elecciones de 1988 también se llevaron a cabo sin partido, aunque se eligieron alrededor de 30 candidatos que simpatizan con la Hermandad Musulmana.

### Yemen del Sur
Durante la era colonial británica, se llevaron a cabo elecciones para un Consejo Legislativo en la Colonia de Adén. La primera tuvo lugar en 1955, aunque solo 4 de los 18 escaños fueron sufragados. En las siguientes elecciones de 1959, 12 de los 23 escaños fueron elegidos, aunque las restricciones continuas al sufragio llevaron a que solo se registraran para votar unas 21 500 personas de una población de 180 000. Las elecciones finales de la era británica se llevaron a cabo en 1964, y se pospusieron a partir de 1962.
Tras la independencia y el establecimiento de la República Democrática Popular de Yemen (nombre oficial de Yemen del Sur) en 1967, las primeras elecciones parlamentarias tuvieron lugar en 1978, momento en el que el país era un estado de partido único. El Partido Socialista de Yemen (PSY) ganó los 111 escaños. Las siguientes elecciones estaban programadas para 1983, pero se pospusieron hasta 1986. El PSY siguió siendo el único partido legal, pero se permitió a los independientes postularse, ganando 40 de los 111 escaños.

### Yemen unificado
Tras la unificación en 1990, se estableció una Asamblea de Representantes de Yemen con 301 asientos. Las primeras elecciones parlamentarias se celebraron en 1993, en las que el Congreso General del Pueblo (CGP), con sede en el norte, ganó 123 de los 301 escaños, mientras que al-Islah ganó 62 y el PSY, 56. El PSY posteriormente boicoteó las elecciones parlamentarias de 1997, en las que el CGP ganó la mayoría de los escaños.
Las primeras elecciones presidenciales directas se llevaron a cabo en 1999. Los candidatos solo podían avanzar a la votación pública si recibían más de 30 votos en la Cámara de Representantes. Con solo el CGP y al-Islah habiendo obtenido suficientes escaños para nominar a un candidato, y al-Islah apoyando al presidente en ejercicio Ali Abdullah Saleh, el único otro candidato que recibió suficientes votos fue Najeeb Qahtan Al-Sha'abi, del CGP. Saleh posteriormente ganó la elección con el 96.2% de los votos. En las siguientes elecciones parlamentarias de 2003, el PSY regresó a la escena electoral. Pero consiguieron solo 8 escaños mientras que el CGP aumentó su mayoría parlamentaria, haciéndose con 226 de los 301 escaños.
En las elecciones presidenciales de 2006, Saleh fue reelegido con el 77% de los votos, derrotando a Faisal Bin Shamlan, el candidato de los Partidos de la Reunión Conjunta, una alianza de los 5 principales partidos de oposición. Las elecciones parlamentarias previstas para 2009 se aplazaron repetidamente. Sin embargo, después de la Revolución yemení, Saleh se retiró y se celebraron elecciones presidenciales en 2012. El vicepresidente de Saleh, Abd Rabbuh Mansur al-Hadi, fue el único candidato a postular y fue elegido sin oposición.

## Sistema electoral
El presidente es elegido para un mandato de 7 años en un proceso de 2 etapas, y la Cámara de Representantes debe respaldar al menos a 2 candidatos, que luego son sometidos a votación pública. Los 301 miembros de la Cámara de Representantes son elegidos por un período de 6 años en las circunscripciones de un solo miembro utilizando el sistema de escrutinio mayoritario uninominal.
La edad para votar es de 18 años, mientras que los candidatos para la Cámara de Representantes deben tener al menos 25 años.

## Referéndums
Tras la unificación en 1990, se celebró un referéndum sobre una nueva constitución en 1991, que fue aprobada por el 98,5% de los votos. En otro referéndum constitucional, en 2001, el 77% de los votantes aprobó los cambios a la constitución.